# Кёльнский собор

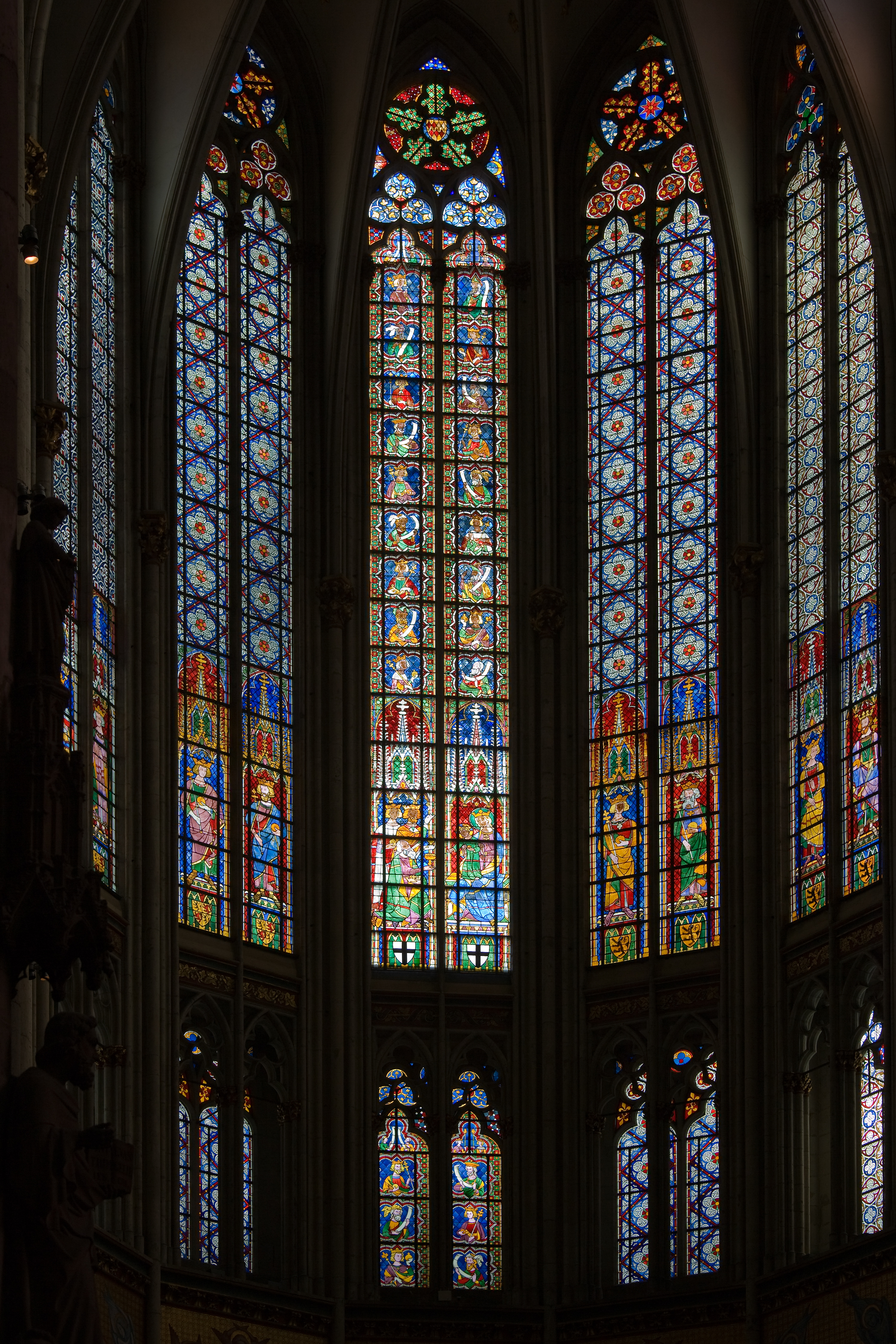
«Королевские окна» клеристория (главной апсиды) собора. Ок. 1300 г.

Кёльнский собор (нем. Kölner Dom) — римско-католический готический собор в немецком городе Кёльне. Занимает третье место в списке самых высоких церквей мира и внесён в список объектов Всемирного культурного наследия.
Строительство главного храма Кёльнской архиепископии велось в течение нескольких столетий, в два этапа — в 1248—1531 и в 1842—1880 годах. По окончании строительства 157-метровый собор на четыре года стал самым высоким зданием мира.

## История

### Предшествующие церкви
Местность, в которой находится собор, являлась, по всей видимости, ещё в римский период истории Кёльна религиозным центром проживавших здесь христиан. В северной части города в течение столетий последовательно было возведено несколько церквей, каждая из которых превосходила по размерам все предыдущие. Эти церкви находились внутри кольца монастырей и монастырских церквей «священного Кёльна».
Остатки этих сооружений можно увидеть в нижней части сегодняшнего собора в месте проведения раскопок, которыми охвачена территория более чем в 4000 квадратных метров. От самых древних из них сохранилось совсем немного. Обнаружены фрагменты полов и участки стен, которые, хотя и подтверждают факт существования этих церквей, но тем не менее не позволяют реконструировать их форму. Около 500 года н. э. над старым, простеньким бассейном был сооружён восьмиугольный баптистерий со сторонами изогнутой формы, на которых был закреплён киворий. Баптистерий находился внутри крестообразного строения, внутренние стены которого были украшены мозаиками. Около 540 года здесь были похоронены женщина и восьмилетний мальчик. Дорогие предметы, обнаруженные в захоронении, позволяют предположить, что умершие были членами семьи короля Теодеберта из династии Меровингов.
Спустя несколько лет на этом месте развернулось строительство новой, более крупной церкви. Перед её алтарём находилась выложенная из камня кафедра в форме замочной скважины диаметром более 5,7 м. В восточном Средиземноморье такие сооружения использовались не только для чтения проповедей, но и для проведения торжественных церемоний, например, коронаций и посвящений в сан.
В конце VIII века к церкви в её западной части были пристроены ещё одни хоры, обнесённые кольцеобразным атрием. Аналогичные архитектурные черты имеет возникшая примерно в 800 году так называемая Монастырская площадь в Санкт-Галлене — монастырский комплекс периода раннего Средневековья. Предположительно в середине IX века эта церковь настолько пострадала от пожара, что на её месте была возведена новая. Освящённый 27 сентября 870 года Старый собор был одним из крупнейших церковных сооружений и стал впоследствии резиденцией кёльнских архиепископов. Его средний неф достигал 12 м в ширину. К нему примыкали боковые нефы шириной около 6 м. Аркады, соединявшие между собой все три нефа, покоились на мощных прямоугольных пилястрах. На восточной и западной сторонах к нефам примыкали низкие поперечные пристройки, в восточной части которых находились небольшие боковые хоры. Эти хоры завершались полукруглыми приделами. Восточные хоры были посвящены Деве Марии, а западные — апостолу Петру. По бокам последних располагались две круглые башни. Перед ними находился большой внутренний двор, окружённый богослужебными пристройками. На середине двора стоял колодец, стены которого до сих пор сохранились в подземном гараже перед собором. Во время раскопок удалось обнаружить и порог западного входа в северную поперечную пристройку. Его поверхность сильно обносилась под ногами многих тысяч верующих, побывавших в соборе за истёкшие столетия. Эта каролингская церковь была богато украшена и расписана, её пол был покрыт тонкими пластинами мрамора. В X веке к зданию были пристроены ещё два боковых нефа, в результате чего их число увеличилось до пяти. По приказу архиепископа Гериберта (999—1021 годы) в восточной части поперечной пристройки была возведена двухэтажная часовня. Останки её стен по сей день стоят во дворе собора. Сведения о форме и размерах Старого собора известны нам не только благодаря проведённым раскопкам, но и по рисункам из дошедшей до нас рукописи 1025 года — так называемого «Кодекса Гиллиниуса».

### Кёльнский собор в XIII—XVIII веках
В 1248 году, когда архиепископ Кёльна Конрад фон Гохштаден заложил первый камень в основание Кёльнского собора, началась одна из самых длинных глав в истории европейского строительства. Кёльн, один из самых богатых и политически могущественных городов Священной Римской империи, считал нужным, следуя примеру Франции, иметь свой кафедральный собор — и его масштабы должны были затмить все остальные храмы.
Была и другая причина для возникновения столь грандиозного замысла. Кёльнский архиепископ Райнальд фон Дассель, канцлер и военачальник императора Фридриха I Барбароссы, получил от него останки Святых волхвов, или «Трёх королей», которые ранее хранились в одном из миланских монастырей. Так император отблагодарил владыку за боевую помощь при покорении Милана во время второго итальянского похода. В 1164 году Райнальд фон Дассель с триумфом ввёз реликвию в Кёльн. Для них в течение десяти лет изготавливался реликварий из позолоченного серебра (крышка из чистого золота) и драгоценных камней — «Рака трёх волхвов», шедевр маасской школы романского искусства. Высокий ранг, которого Кёльн достиг в западноевропейском христианском мире благодаря обретению этих реликвий, должен был воплотиться и в соответствующем кафедральном соборе.
В своей основе Кёльнский собор следует композиции прославленных соборов Амьена и Реймса. Но Кёльнский превосходит их размерами: 144 м в длину, 86 м в ширину, высота башен должна была достигнуть 157 м. Формы фундамента, заложенного в 1248 году, также были позаимствованы у новых соборов, появившихся во Франции. Для того чтобы во внутренние помещения проникало больше света, вместо массивных стен были возведены стройные пилястры. А для того, чтобы стены были в состоянии выдержать огромный вес сводов, была применена система внешних контрфорсов и арок — так называемая арочно-контрфорсная система. При этом арки имели не полукруглую, а стрельчатую форму, что позволило равномерно перекрыть ими всю поверхность здания и подчеркнуть устремлённость всей конструкции ввысь к небу. Эта гигантская архитектурная конструкция должна была вызывать у людей благоговение перед Царствием небесным.
Строительство собора началось с его восточной части. Спустя примерно 70 лет сооружение и отделка хоров были завершены. Возведение собора велось по чертежам его первого архитектора Герхарда фон Риле. Вокруг внутренних хоров, в которых расположен главный алтарь из чёрного мрамора, проходит деамбулаторий — галерея с примыкающим к ней «венцом капелл». Пилястры состоят из множества круглых стоек, а своды оформлены изящными нервюрами. Внутреннее пространство украшено «лиственными капителями» с позолоченными натуралистически трактованными листьями. Большие оконные проёмы отделаны «ажурными» каменными переплётами. Таким же орнаментом, состоящим из колец и полуколец, выполнены и все внутренние архитектурные украшения по сравнению с противоположной северной стороной.
Пять продольных нефов пересекает трёхнефный трансепт. Над полукружием капелл деамбулатория, образующих малые апсиды (апсидиолы), возвышаются отдельные контрфорсы, переходящие вверху в арочный свод с множеством вершин. Между ними хорошо просматриваются окна хора с изящным ажурным орнаментом и богато украшенными фронтонами. Колонны главного нефа имеют высоту 43,5 м. В пяти северных окнах апсидиол сохранились старинные витражи с изображениями на библейские сюжеты, так называемые «библейские окна».
Только после завершения строительства хора и их внутренней отделки и сооружения стены на северной стороне была снесена простоявшая до тех пор западная часть каролингского собора, использовавшаяся для богослужений. В XIV веке были возведены южные нефы собора и второй этаж Южной башни. Зал её первого этажа значительно отличается от прочих частей здания подчёркнутой утончённостью своих архитектурных элементов. В XV веке было завершено строительство третьего этажа южной башни, на которой были установлены отлитые в 1448/1449 году колокола «Претитоза» и «Специоза». Только после этого началось возведение северных боковых нефов собора. В начале XVI века весь комплекс работ по сооружению среднего нефа был завершён установкой кровли собора в северной части на высоте боковых нефов.
Все строительные работы были прерваны в 1531 году из-за охватившего Кёльн и прирейнские земли протестантского движения. Не удалось возвести перекрытие главного нефа и западный фасад. На этом заканчивается первый период в истории строительства собора.

### Воссоздание собора в XIX веке

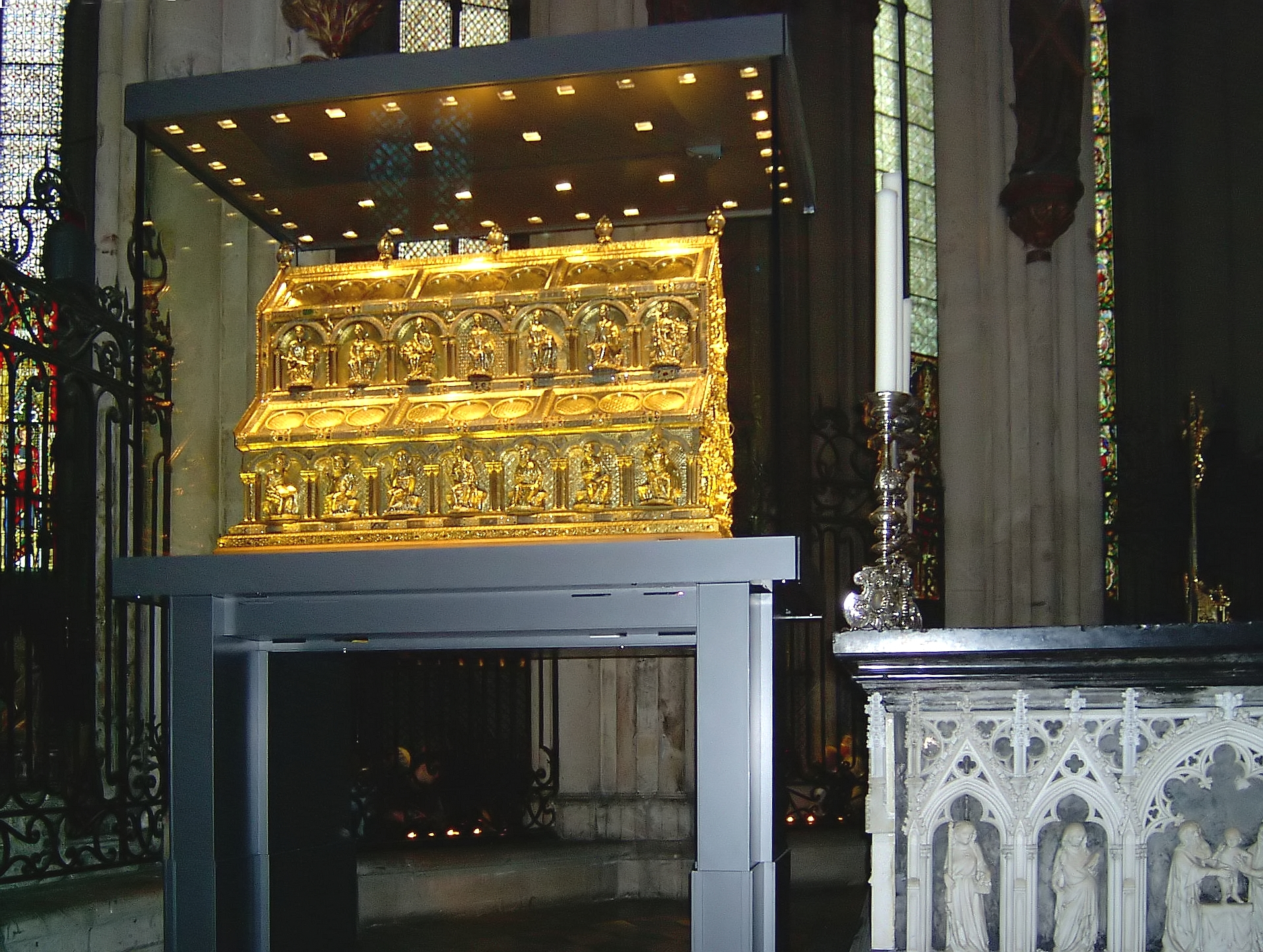
Реликварий «Трёх Святых королей»

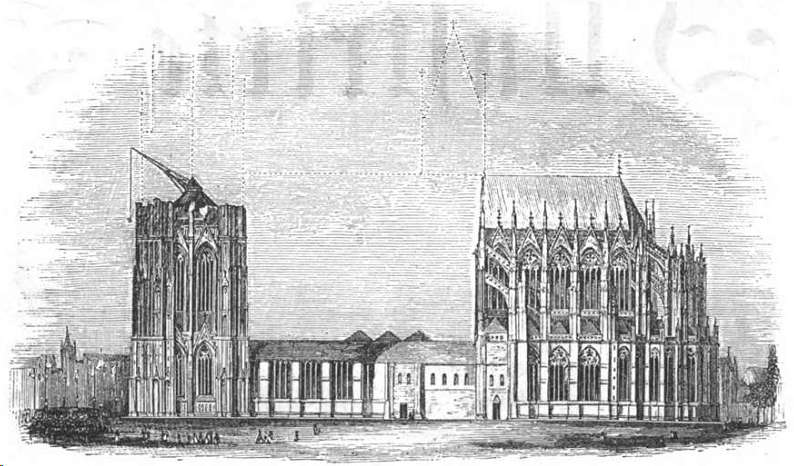
Вид собора перед началом работ по его воссозданию. Рисунок 1843 г.

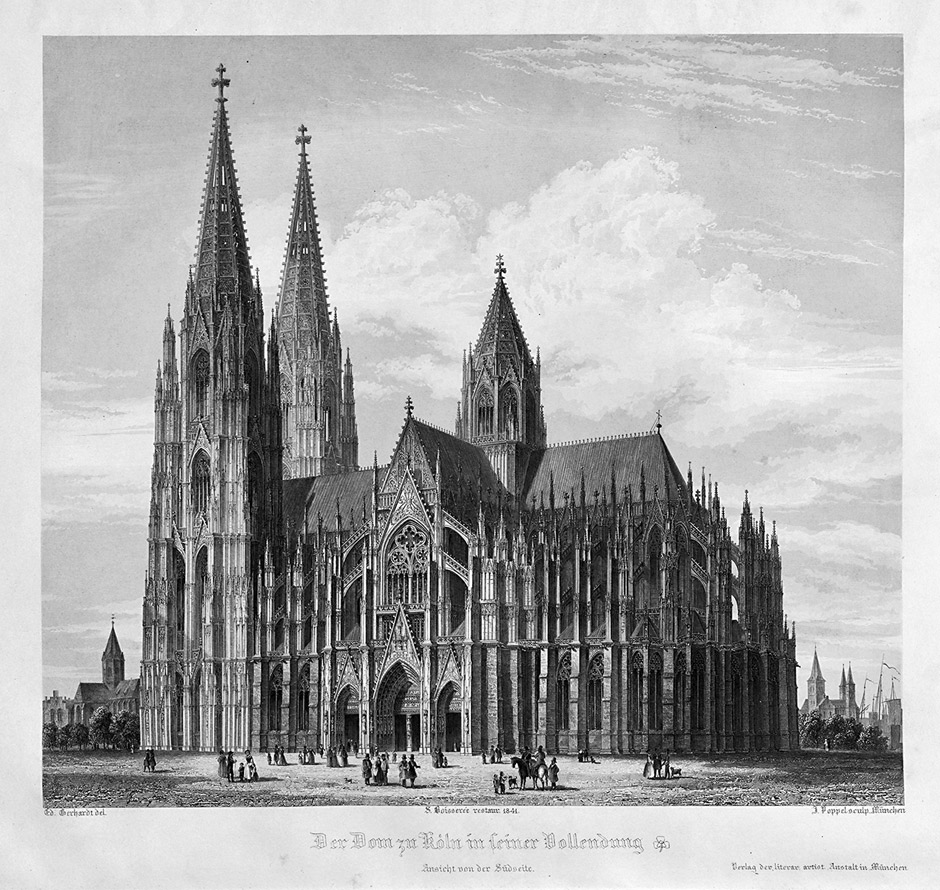
Кёльнский собор «в его воображаемом завершении» по концепции С. Буассере. Вид с юга. Гравюра из издания: «С. Буассере. История и описание Кёльнского собора». Второе исправленное издание. Мюнхен, 1842

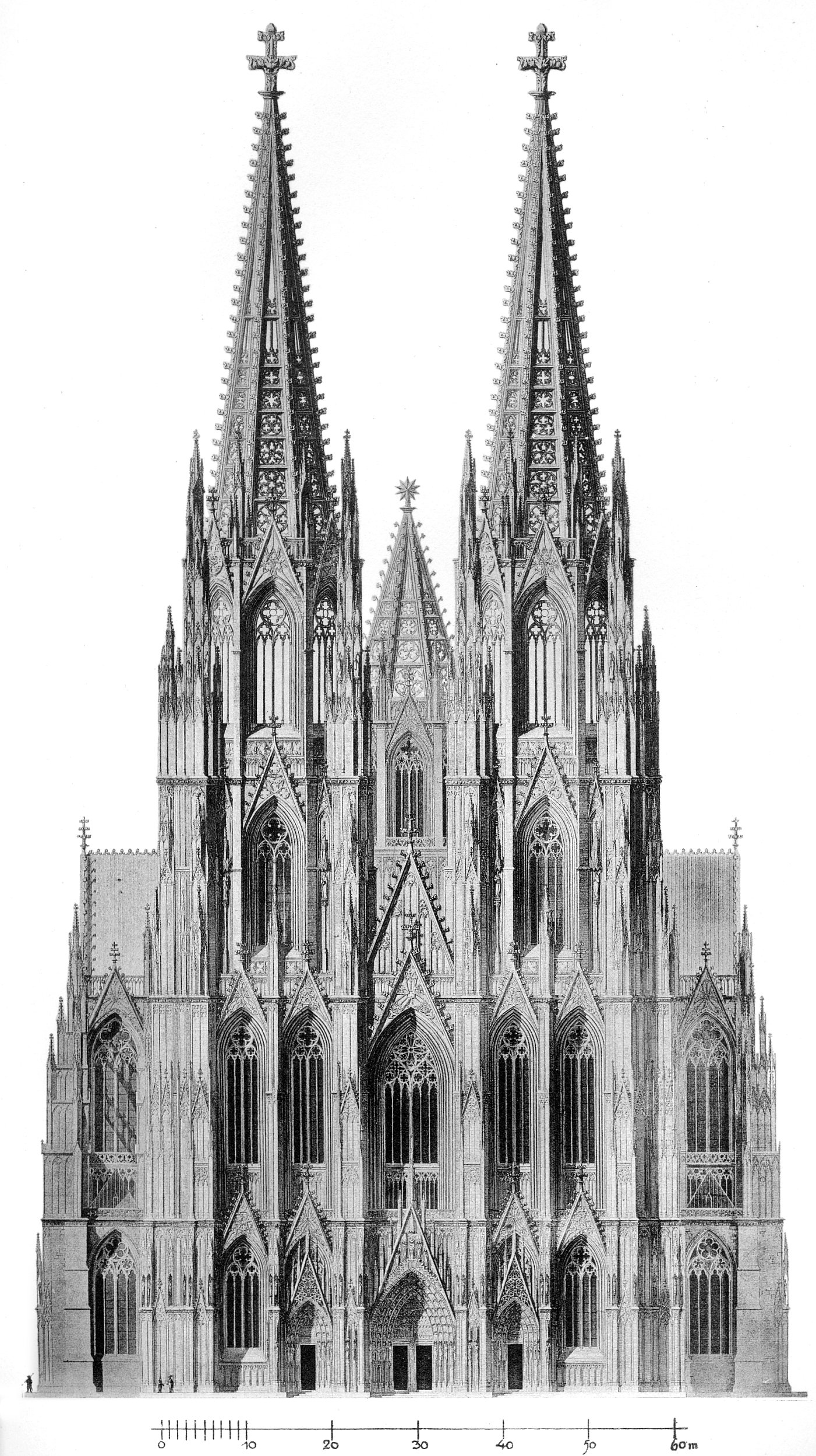
Кёльнский собор. Западный фасад. Гравюра по рисунку С. Буассере

В течение нескольких веков собор продолжал стоять в незавершённом виде. Когда в 1790 году Георг Форстер прославлял устремлённые ввысь стройные колонны хора, который уже в годы его создания рассматривали как чудо искусства, кёльнский собор стоял незаконченным каркасом, требующим не ремонта, а воссоздания. Между хором, завершённым стеной около 1300 года, и южной башней располагался временно прикрытый неф длиной в 70 метров, а высотой лишь в 13 метров. Башни не были завершены. Только лишь 59-метровая южная башня упиралась в небо, как могучий обломок, но зато давала возможность вообразить задуманные масштабы стремящегося ввысь западного фасада с двумя башнями. Работы над южной башней были прекращены около 1450 года, а потом, в 1531 году, и вся строительная деятельность была полностью остановлена.
Однако после того как революционные французские войска изгнали из собора духовенство, приспособив здание под склад фуража, в народе с новой силой возникло стремление довести строительство городского собора до полного завершения. Инициатором движения за воссоздание грандиозного собора стал немецкий архитектор, историк искусства и исследователь готической архитектуры Сюльпис Буассере. Вместе с братом Мельхиором, «вдохновлённый статьями немецких романтиков — Вакенродера, Гёте, братьев Шлегелей», он изучал в 1820, 1823 и 1824 годах средневековые соборы Франции: Нотр-Дам, Сент-Шапель в Париже. После периода наполеоновской тирании эти идеи были характерны для движения германского «национального романтизма».
В 1814 году писатель-романтик Й. Гёррес призвал народ Германии достроить Кёльнский собор, считая это делом чести германской нации. В 1816 году Сюльпис Буассере обнаружил часть средневековых чертежей с изображением южной башни восточного фасада собора, выполненного мастером-строителем Йоханнесом в Париже. Архитектор Георг Моллер нашёл на чердаке старого дома недалеко от Дармштадта другую часть оригинального чертежа фасада здания, выполненного мастером собора Арнольдом в 1308 году. Он откомментировал и издал эти чертежи в 1818 году.
В книге «История и описание Кёльнского собора вместе с исследованиями старой церковной архитектуры…» (Geschichte und Beschreibung des Doms von Köln nebst Untersuchungen über die alte Kirchenbaukunst.., 1823) Сюльпис Буассере утверждал германское происхождение готического стиля в архитектуре. Такая точка зрения существовала длительное время. Именно в эти годы Кёльн перешёл во владение Пруссии. Сульпис сумел убедить наследного принца Гогенцоллерна (будущего короля Пруссии Фридриха Вильгельма IV) в необходимости завершения собора.
Расходы на строительные работы, возобновлённые в 1842 году, поделили между собой прусский король Фридрих Вильгельм IV и основанная жителями Кёльна в 1840 году Ассоциация строителей соборов. После тщательных подготовительных работ, проведённых архитекторами Карлом Фридрихом Шинкелем и Эрнстом Фридрихом Цвирнером, король Пруссии Фридрих Вильгельм IV дал задание завершить Кёльнский собор по первоначальным планам и 4 сентября 1842 года сам заложил первый камень. К 1862 году удалось установить стропильные фермы на продольных и поперечных нефах, в 1863 году началось строительство башен. 14 августа 1880 года строительство в основном подошло к концу, на Южной башне появилось навершие. Спустя два месяца, 15 октября, в присутствии германского императора Вильгельма I состоялось празднество по случаю завершения, на вершине Южной башни уложили последний камень. Сооружение собора с перерывами продлилось 632 года.
В процессе достройки использовалась новейшая для того времени строительная технология. Примером тому служит стропильная форма крыши, которая является одной из первых в истории крупногабаритных конструкций из чугунного литья.
Для украшения фасада, башен и порталов были изготовлены сотни скульптур, а для остекления окон потребовались многие квадратные метры витражей. Кроме того, для порталов были отлиты огромные бронзовые ворота. Расширилось и внутреннее убранство собора. Высочайшее качество всех работ, осуществлённых в XIX веке, превратило собор в один из шедевров неоготического стиля.
Однако и после этого торжества строительство продолжалось: вставляли стёкла в окна, накладывали полы, и в конце концов пора было начинать отделку. В 1906 году одна из 24 больших декоративных башен, украшавших громадные башни главного фасада, рухнула; обломились и другие декоративные башни, а повреждённые места каменной кладки нужно было снова и снова приводить в порядок. После 1945 года начались работы по устранению повреждений, нанесённых бомбардировками во время Второй мировой войны. Тем не менее временная реставрационная контора стоит на площадке у собора до сих пор. Непогода и в первую очередь загрязнение окружающей среды способствовали многочисленным повреждениям и привели бы к окончательной гибели собора, если бы постоянно не принимались охранительные меры. Глава истории строительства Кёльнского собора не завершена и сегодня.
Примечателен тот факт, что Кёльнский собор находится в непосредственной близости от главного вокзала Кёльна. Для того, чтобы зайти в собор, от дверей вокзала необходимо пройти не более пятидесяти метров. А совсем рядом с новым фасадом собора находится другой важнейший объект: Римско-германский музей города Кёльна, когда-то начинавшегося как римская Colonia Agrippinensis.

## Захоронения в соборе
Не все кёльнские архиепископы были похоронены в соборе, как и не все надгробные плиты были перенесены из Старого собора в новый готический. К числу перенесённых относятся останки архиепископа Геро (969—976). Саркофаг с гробом архиепископа был установлен в часовне св. Стефана. Его надгробная плита, перенесённая из первоначальной могилы, покрыта инкрустацией из белого мрамора, а также красного и зелёного порфира. Сооружение саркофага датируется 1265 годом. К этому же типу погребений святых без лежащей фигуры на надгробной плите относится и могила умершей примерно в 1085 году св. Ирмгардии в часовне св. Агнес. Все саркофаги сориентированы на соответствующие алтари клиросных часовен, находящихся на востоке.
На северной стене Крестовой часовни сегодня установлена лежащая фигура архиепископа Энгельберта II (1216—1225). Она не является могильной скульптурой, поскольку останки архиепископа, до 1633 года хранившейся в саркофаге, напоминающем могилу архиепископа Геро, были помещены в реликвенный ларь. Для того чтобы увековечить в соборе память об этом возведённом в ранг святых архиепископе, здесь, за главным алтарём была установлена эта скульптура, созданная в 1665 году Герибертом Нейсом. На своё сегодняшнее место она была перенесена лишь в XIX веке. В отличие от присущего средним векам строгого исполнения нагробных скульптур эта фигура изображает лежащего архиепископа в церковном одеянии, непринуждённо облокотившегося на руку. Кроме того, эта барочная скульптура отличается высоким реализмом, равно как и материалом — она сделана из слегка крапчатого светлого мрамора. Рядом с архиепископом в позе, символизирующей готовность оказать помощь, изображён ангел. Создаётся впечатление, что исполненный любви к жизни умерший ожидает своего воскресения.
Архиепископ Конрад Хохштаденский (1238—1261), заложивший в 1248 году фундамент готического собора, был захоронен в только что возведённой в то время Осевой часовне. А когда было решено установить в ней ларь с мощами трёх волхвов, саркофаг был перенесён в часовню св. Иоанна. На возведённом в 1845 году саркофаге покоится лежащая фигура архиепископа — одна из великолепнейших бронзовых скульптур немецких мастеров XIII века. Архиепископ, скончавшийся в возрасте 63 лет, пожелал изобразить себя молодым и красивым мужчиной. Точность передачи деталей фигуры и высокое мастерство бронзового литья позволяют отнести эту могильную плиту к числу выдающихся произведений искусства.
Необычной формой отличается саркофаг архиепископа Филиппа Гейнсбергского (1167—1191). Его лежащая фигура, высеченная из известняка и покрытая в прежние времена слоем краски, окружена венцом из стен, ворот и зубцов. В своё время архиепископ работал вместе с жителями Кёльна на возведении городской оборонительной стены. Именно поэтому около 1330 года, то есть примерно через 140 лет после смерти, для него было сооружено столь дорогое надгробие.
Среди прочих надгробий выделяется саркофаг архиепископа Фридриха Саарверденского (1370—1414) с крупной лежащей фигурой высотой 2,20 м, который находится в часовне Богоматери неподалёку от алтаря. Между готическим арками основания сидят 23 фигуры — участники изображённой сцены. Можно предположить, что этот саркофаг был сооружён непосредственно после кончины архиепископа. Недалеко от него стоит саркофаг скончавшегося в 1371 году графа Готфрида Арнсбергского, изображённого в виде рыцаря в доспехах. По преданию, решётка, возвышающаяся над саркофагом, была установлена для защиты могилы от возмущённых родственников графа, которые пытались разрушить надгробие, раздосадованные тем, что Готфрид завещал свои угодья не им, а монастырю кёльнского архиепископа. По сей день в собор ежегодно является делегация города Арнсберга для возложения венка на могилу графа.

### Реликвии и сокровища
Старая ризница, сегодняшняя часовня Святого причастия, была освящена в 1277 году Альбертом Магнусом. Она находилась в северной части собора и была дополнена ещё одним помещением, в котором в XIII веке хранились сокровища собора. Для того чтобы поднять эти помещения, расположенные во рву за пределами городской стены римского времени, до уровня пола собора, было сооружено основание, стены которого состояли отчасти из фундамента собора и отчасти из шести остатков римской оборонительной стены. На высоте 10 м оно было перекрыто крестовым сводом из шести пролётов, сгруппированных вокруг двух колонн. Сегодня в этом импозантном средневековом помещении, разделённом в XVI веке междуэтажным перекрытием, находится сокровищница собора.
В шестигранном здании, стоящем на основании собора, хранится коллекция наиболее ценных реликвий. Эта «палата святынь» отделана, как ларец, бронзовыми пластинами. Между ней и собором находятся входы в сокровищницу и киоск собора. Лестница, расположенная за пределами готического фундамента, ведёт в подземные помещения собора.
Палата святынь перекрыта на верхнем этаже стеклянным потолком, через который открывается вид на собор. В центре помещения стоит ларь св. Энгельберта, в который в 1663 году были помещены мощи умершего в 1225 году архиепископа. К числу наиболее ценных реликвий собора относятся посох св. Петра с набалдашником IV века, дароносица св. Петра и ларь с мощами трёх волхвов.
Основные сокровища собора выставлены в витринах со специальной подсветкой в сводчатых помещениях подвального этажа. К первым экспонатам относятся епископский жезл и меч — символы правления кёльнских архиепископов. Остальные драгоценности относятся к средневековой истории, а также XVIII—XIX векам. Среди наиболее интересных экспонатов этого этажа — готический церемониальный крест и готические дароносицы, эпитафия Якова Кройского, повреждённая похитителями и вновь восстановленная парадная дароносица. На этом же этаже расположено помещение с оригинальным деревянным корпусом ларя с мощами трёх волхвов и библиотека с собранием наиболее ценных рукописей.
Этажом ниже находятся лапидарий и коллекция парчовой церковной одежды. На правой стороне эти помещения примыкают к римской оборонительной стене. В левом углу она обрывается. Здесь под тупым углом к ней примыкает фундамент готического собора. В нишах под арками установлены две витрины с находками из франконских могил, обнаруженных под фундаментом собора в ходе раскопок 1959 года. В этих могилах примерно в 540 году были захоронены женщина и мальчик из династии Меровингов. В том же помещении выставлены некоторые оригинальные скульптуры, украшавшие в Средние века портал св. Петра. В коллекции парчовой одежды наиболее впечатляющими являются выставленные фрагменты так называемых «Capella Clementina» — богато украшенных риз, изготовленных по приказу архиепископа Клеменса Августа для праздничных богослужений. В одной из них в 1742 году он проводил коронование своего брата, короля Карла VII во Франкфурте. Особого внимания заслуживают также витрины с серебряными кубками и небольшая витрина с экспонатами XX века.

### Рака трёх волхвов
«Рака трёх волхвов», или «Рака трёх Святых королей» (нем. Dreikönigsschrein) — самый большой реликварий Западной Европы, общепризнанный шедевр маасской школы средневекового искусства. Изготовлен в 1181—1220 годах для хранения в Кёльнском соборе мощей Трёх царей, которые, по преданию, первыми пришли с дарами поклониться младенцу Христу.
В 344 году медиоланский епископ Евсторгий привёз из Константинополя мощи «Трёх Святых королей». Восемь столетий спустя, в 1164 году, Милан был взят и разорён войсками императора Фридриха Барбароссы. Он завладел церковными святынями и передал их в дар своему верному союзнику — кёльнскому архиепископу Райнальду фон Дасселю.
В Средние века такой дар имел не только духовное, престижное, но и материальное значение: мощи святых привлекали в храмы множество паломников и, соответственно, денежные средства. Епископ Райнальд с триумфом привёз мощи в Кёльн, и с тех пор они считаются главной христианской святыней города. Паломничество к мощам волхвов играло существенную роль как в религиозной, так и в экономической жизни Кёльна. Короны трёх волхвов по сей день украшают городской герб.
Раку создал знаменитый золотых дел мастер, ювелир, эмальер, скульптор и чеканщик Николя из Вердена. Он был последователем, возможно, учеником, валлонского мастера, каноника монастыря Хью — Годфруа де Хью, или Годфруа де Клэра (Godefroid de Claire, ок. 1100—1173).
Николай Верденский начал работу над реликварием в 1181 году, а закончили кёльнские мастера в 1220 году. Деревянный корпус раки обит позолоченными медными и серебряными пластинами. Фигуры выполнены методом чеканки. Только передняя сторона почти полностью изготовлена из листового золота. Мощи каждого из трёх царей покоятся в отдельном саркофаге. В целом пирамидальная конструкция (два саркофага внизу и один над ними) по композиции напоминает базилику. Её ширина 110 см, высота 153 см, длина 220 см.
На продольных сторонах раки изображены сидящие ветхозаветные цари и пророки, а в его верхней части — апостолы. Изображён и Райнальд, архиепископ кёльнский. Кромки и конёк реликвария увенчаны узором тончайшей работы в виде вьющихся растений. Внизу, на задней стенки раки, изображены сцены Бичевания и Распятия Христа, а вверху, в окружении святых великомучеников Феликса и Набора, представлен благословляющий Христос с тремя аллегорическими фигурами христианских добродетелей — Веры, Надежды и Любви. Рака украшена эмалями, филигранью и полудрагоценными камнями. Для украшения реликвария было использовано не менее тысячи разноцветных минералов и жемчужин, а также античные камеи.
В центре передней стороны реликвария изображена сидящая Дева Мария с младенцем Христом, к которой слева приближаются три поклоняющихся волхва. К ним присоединяется четвёртый волхв — германский король Оттон IV, пожертвовавший собору переднюю сторону раки и тем самым символически причисливший себя к первым христианским королям. Справа от Марии изображена сцена крещения Иисуса в реке Иордан, а немного выше Христос появляется в образе всевышнего судьи в день Страшного Суда.
Передняя сторона раки — съёмная. 6 января, в день праздника «Трёх Святых королей», она снимается, и взору посетителей открываются хранящиеся в реликварии за решёткой три черепа, увенчанных золотыми коронами. Трапециевидная стенка украшена наиболее ценными античными геммами — с изображением бога Марса и камеей, представляющей коронование императора Октавиана Августа. Обе сцены трактовались в Средневековье как выдающиеся события в истории христианства.
За истекшие века ценную раку удалось уберечь от крупных повреждений. Ныне она считается одним из главных сокровищ собора и занимает в нём центральное место в алтаре в специальном футляре из бронированного стекла.

### Библейские окна

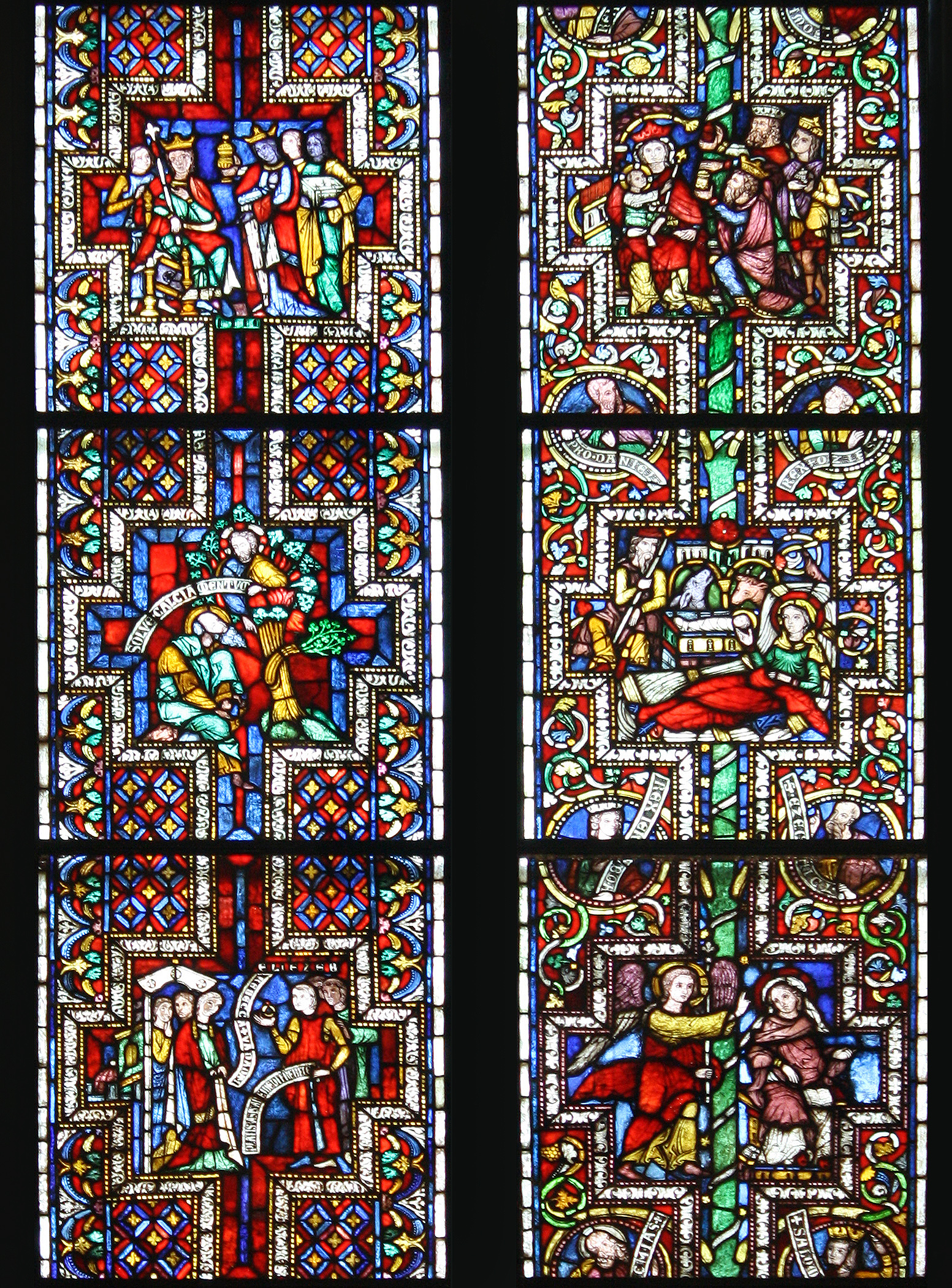
Первые «библейские окна» капеллы «Трёх Святых королей». 1260

Уникальные витражи Кёльнского собора известны под обобщающим названием «Библейские окна» (нем. Bibelfenster). Основная и наиболее ценная часть создавалась в 1248—1500 годах. Различают «первые окна» (Erstes Bibelfenster), выполненные в 1260 году в капелле «Трёх Святых королей», представляющие двадцать сцен из Ветхого и Нового Заветов, «Вторые окна» (Zweites Bibelfenster, 1280) — двадцать два сюжета в квадрифолиях, в двух узких вытянутых окнах капеллы Святого Стефана в апсиде собора, сохранившиеся от старой, стоявшей на этом месте доминиканской церкви Святого Креста. Третьи, или Младшие окна (Das jungere Bibelfenster), сделаны в 1823—1892 годах в период историзма. При создании новых витражей использовалась средневековая иконография и стилистика. Все витражи выполнены в перегородчатой, или паечной, технике. Они характерны сочной гаммой ярких красных, синих, зелёных и жёлтых стёкол с чёрным рисующим контуром свинцовых перемычек. Мелкие детали фигур, лиц и драпировок прорисованы чёрной краской — шварцлотом.

### Миланская мадонна

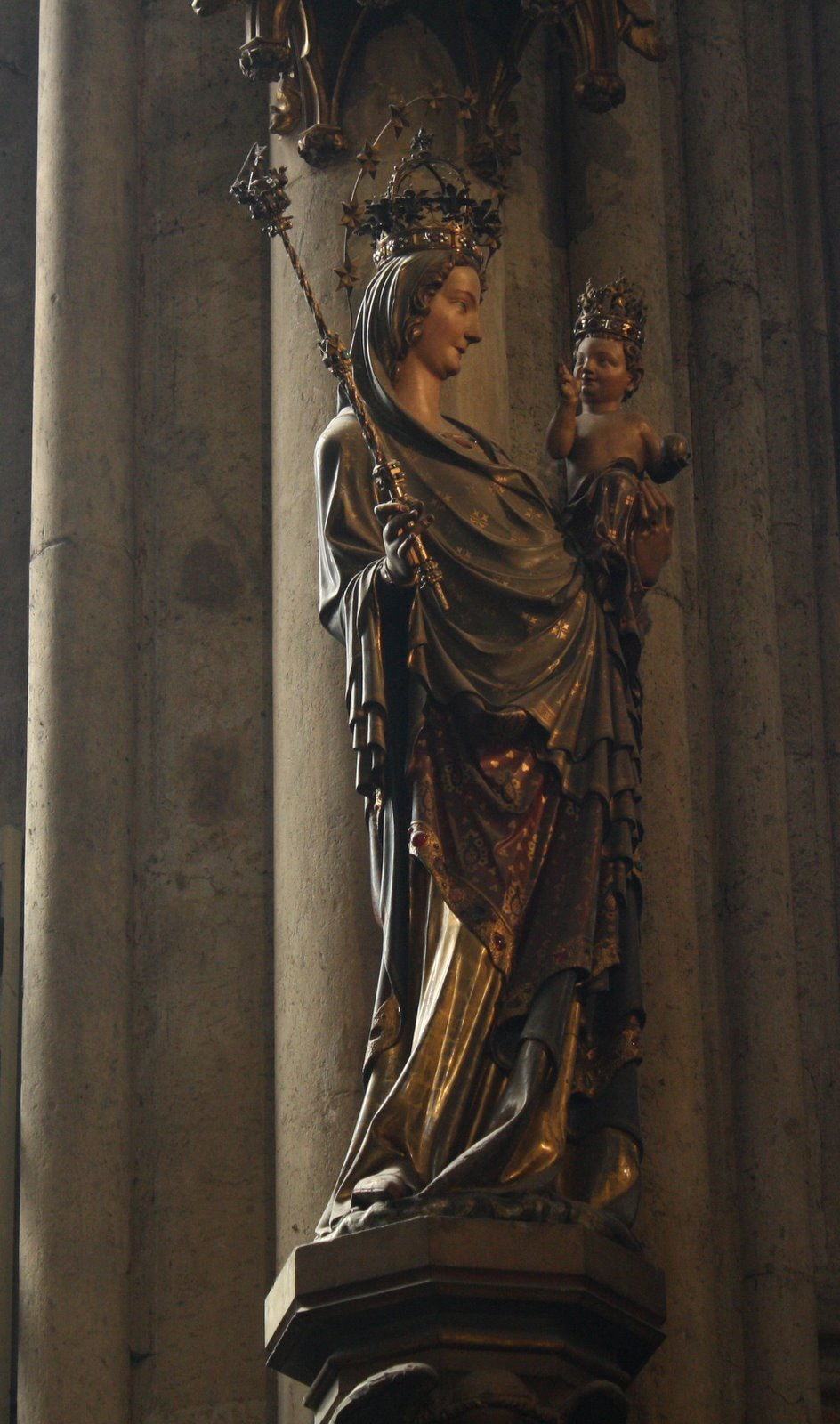
Миланская мадонна

Помимо реликвий трёх волхвов архиепископ Дассельский привёз из Милана в Кёльн и резное изображение Мадонны, считавшееся чудодейственным и глубоко почитавшееся верующими. Эта скульптура была, по всей видимости, уничтожена пожаром в соборе в 1248 году. Впоследствии около 1290 года было создано дошедшее до наших дней изображение Богоматери, на которое и было перенесено название «Миланской Мадонны». Раньше эта статуя стояла над алтарём в капелле Девы Марии. Над ней располагался искусно отчеканенный и богато раскрашенный балдахин, фрагменты которого хранятся в сокровищнице собора. В XIX веке статуя Марии покинула своё первоначальное место и была установлена на новом, возведённом специально для этого пьедестале. Этим же временем датируются скипетр и корона статуи.
Миланская Мадонна считается одним из прекраснейших скульптурных творений периода поздней готики так называемого «мягкого стиля» и относится к группе «прекрасных Мадонн», характерных для скульптуры Чехии, Австрии и Германии 1390—1410-х годов. Её создателями являются те же ваятели, которые создали каменные скульптуры апостолов на пилястрах хора. Осторожно и изящно Мадонна удерживает дитя в своих руках. Её фигура исполнена грациозности и достоинства. Многочисленные складки одеяния нисходят от плеч до самых ног, подчёркивая типичный для «прекрасных Мадонн» S-образный изгиб.
Несмотря на то, что современная роспись скульптуры датируется XIX веком, её оригинальная окраска также была полихромной. Как и фигуры на капителях хора, скульптура Мадонны была расписана узорами по образцу модного в Средние века итальянского шёлка. Однако даже после того как на смену Миланской Мадонны пришла новая скульптура с явно выраженной декоративностью, эта фигура до сих пор является самым прекрасным изображением Богоматери в соборе.

### Крест Геро

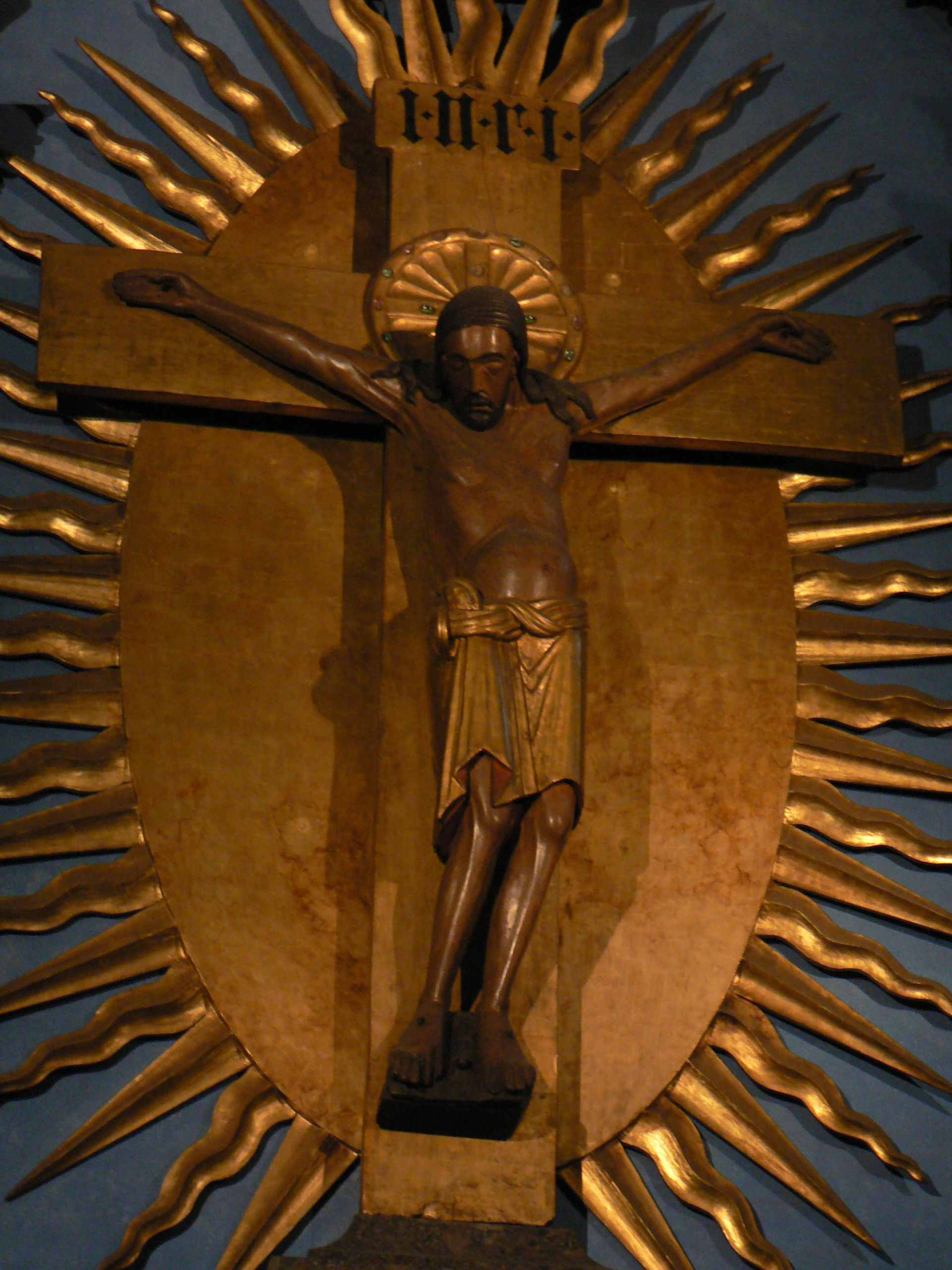
Распятие Геро

Этот 2-метровый дубовый крест был подарен собору архиепископом Геро (969—976), доверенным и посланником императора Оттона I. Идея создания креста возникла у архиепископа по возвращении из поездки в Византию. В то время подобные большие кресты с изображением распятия ещё не были известны в Европе.
Особенность этого распятия заключается не столько в монументальных размерах креста, сколько в необычном для того времени высочайшем реализме изображения. На кресте распростёрто безжизненное тело Иисуса. Его голова наклонена вперёд, глаза закрыты. Отчётливо просматриваются все детали мускулов, сухожилий и костей. Христос изображён не в минуту триумфа, а в момент смерти, которая, как верят христиане, принесёт избавление человеческому роду. Крестовина и нимб с вработанными в него стеклянными украшениями сохранены в оригинальном виде. Окружающий распятие барочный алтарь с колоннами и лучеобразным венком подарены собору в 1683 году его каноником Генрихом Мерингом, эпитафия которого находится на прилегающей к алтарю стене.

### Триумф Евхаристии: шпалеры Питера Пауля Рубенса

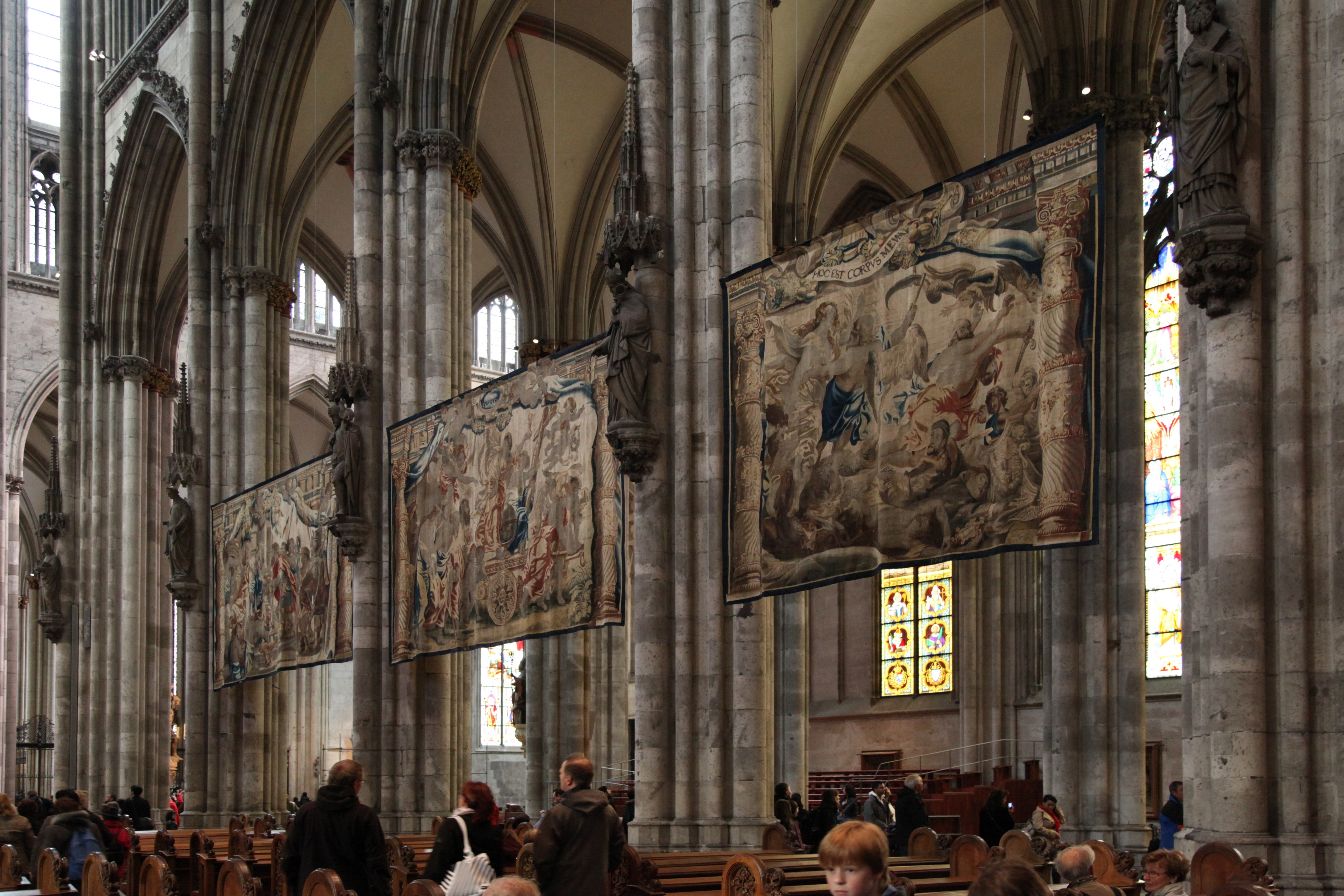
Шпалеры по картонам Рубенса в нефе собора

В 1627 году инфанта Изабелла Клара Евгения Испанская, дочь испанского короля Филиппа II, штатгальтера испанских Нидерландов, заказала выдающемуся живописцу фламандского барокко Питеру Паулю Рубенсу двадцать один картон для шпалер на тему «Триумф Евхаристии» для монастыря кармелиток в Мадриде.
Четыре композиции представляют сцены из Ветхого Завета, которые интерпретируются в связи с Евхаристией (таинством Святого причастия), на четырёх других изображены аллегории триумфа Церкви. Иконографическая программа, включая остальные композиции, отражает борьбу за Кёльн и прирейнские земли в XVII веке между протестантами и католиками.
Шпалеры представляют собой типичное произведение стиля фламандского барокко: стремительные движения множества фигур, богатство цвета и света, пышные обрамления с картушами, архитектурными элементами, в том числе каннелированными витыми колоннами и многое другое. Шпалеры имеют высоту около четырёх метров и ширину от трёх до семи метров каждая. В течение десятилетий на брюссельской мануфактуре Франс ван ден Хекке производил отдельные ковры на основе слегка изменённых рисунков Рубенса. Работа была закончена к 1687 году. Вильгельм Эгон фон Фюрстенберг, принц-епископ Страсбурга, передал шпалеры главе Кёльнского собора, предположительно для того, чтобы добиться желаемого избрания архиепископом Кёльна. Вторые экземпляры серии остались в Мадриде, там же хранится часть картонов Рубенса, другие находятся в Чикаго и Кембридже.
До 1837 года шпалеры были развешены между колонн аркад главного нефа собора. Затем были убраны по неясным причинам. Экспонировались периодически с 1955 года. С 1974 по 1986 год длилась их реставрация. Ныне на праздник Пасхи в нефе помещают восемь больших ковров. Остальное время ради сохранности их хранят в Сокровищнице храма.

## Цифры и факты
| Общая длина (снаружи)                           | 144,58 м |
| Общая ширина (снаружи)                          | 86,25 м |
| Ширина фасада поперечного нефа                  | 39,95 м |
| Внутренняя ширина продольного нефа              | 45,19 м |
| Ширина западного фасада                         | 61,54 м |
| Высота северной башни                           | 157,18 м |
| Высота южной башни                              | 157,14 м |
| Ступеней до шпиля                               | 509 (97,25 м = 152,5 м над уровнем моря)                                                                          |
| Колоколов                                       | 11 (8 колоколов в южной башне, 3 — в центральной башне (на коньке крыши)), самый большой колокол — «Decke Pitter» |
| Высота фасада поперечного нефа                  | 69,95 м |
| Высота центральной башни (на коньке крыши)      | 109,00 м |
| Высота конька крыши                             | 61,10 м |
| Внутренняя высота среднего нефа                 | 43,35 м |
| Внутренняя высота боковых нефов                 | 19,83 м |
| Площадь собора, приблизительно                  | 7 914 м² |
| Площадь окон, приблизительно                    | 10 000 м² |
| Площадь крыши, приблизительно                   | 12 000 м² |
| Объём собора без учёта контрфорсов и аркбутанов | 407 000 м³ |
| Наибольшая площадь западного фасада             | 7 000 м² |
| Масса использованного камня, приблизительно     | 300 000 т |
| Ежегодно тратится на содержание                 | 10 млн € |
| Адрес                                           | Domkloster 4, 50667 Köln                                                                                          |

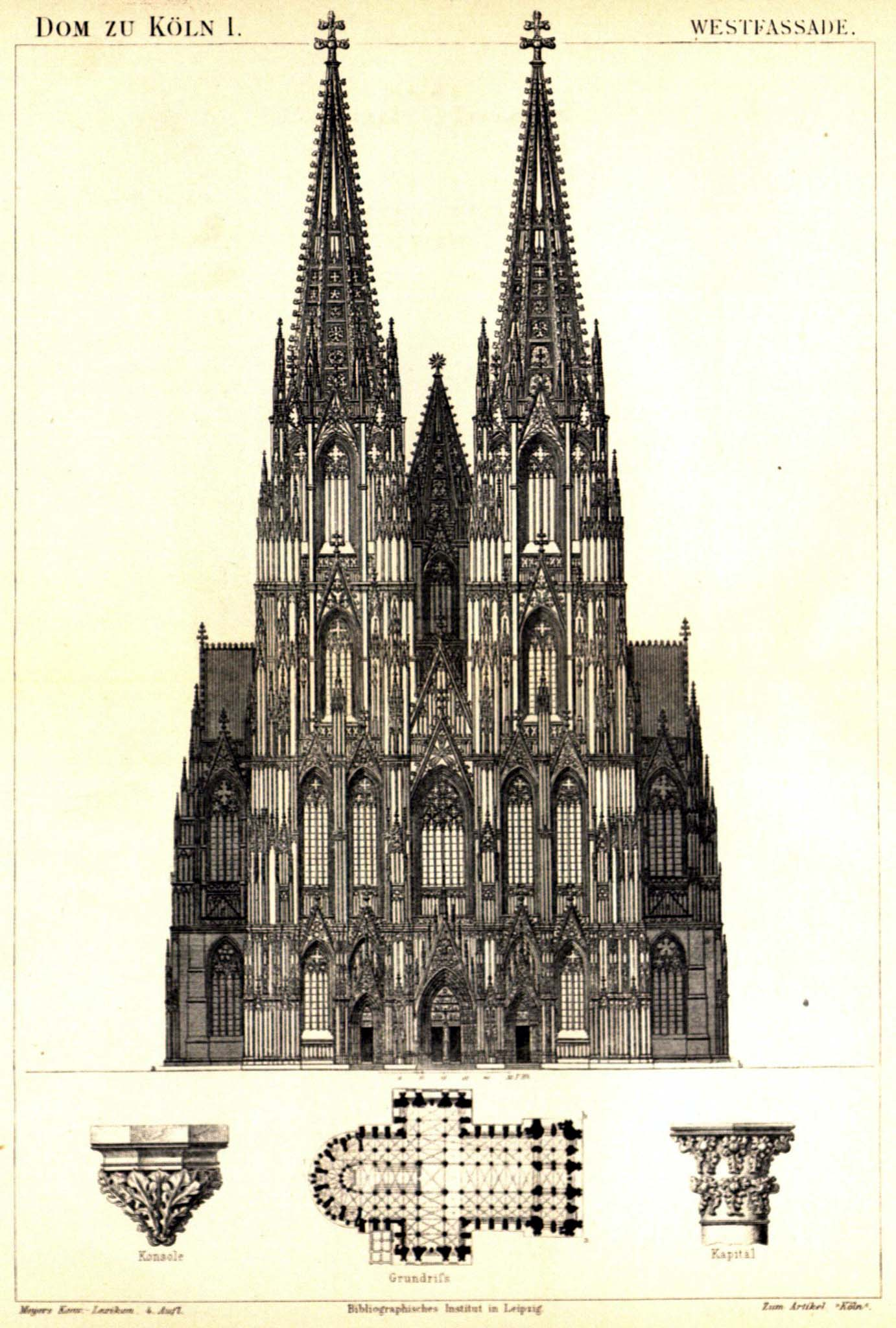

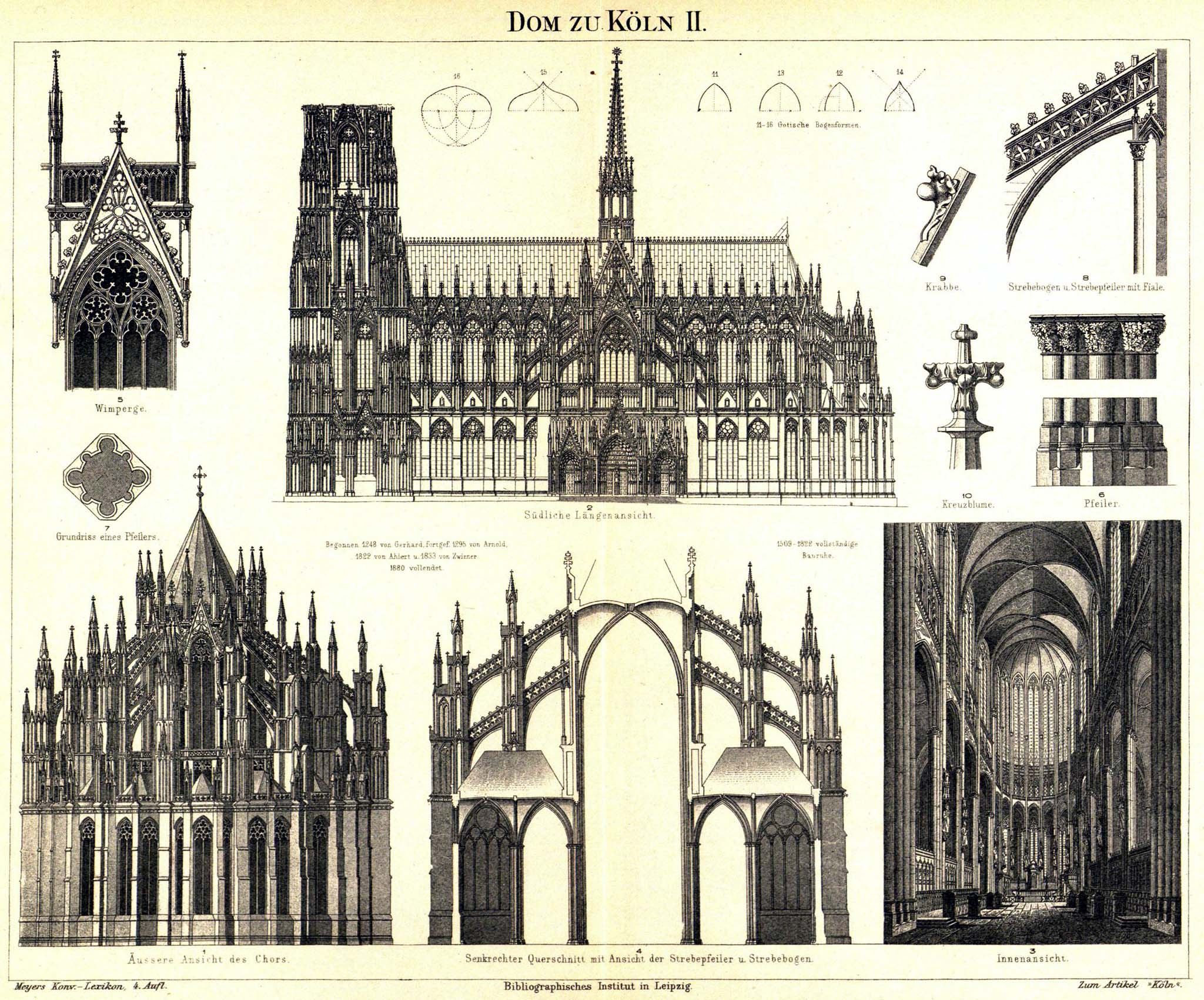

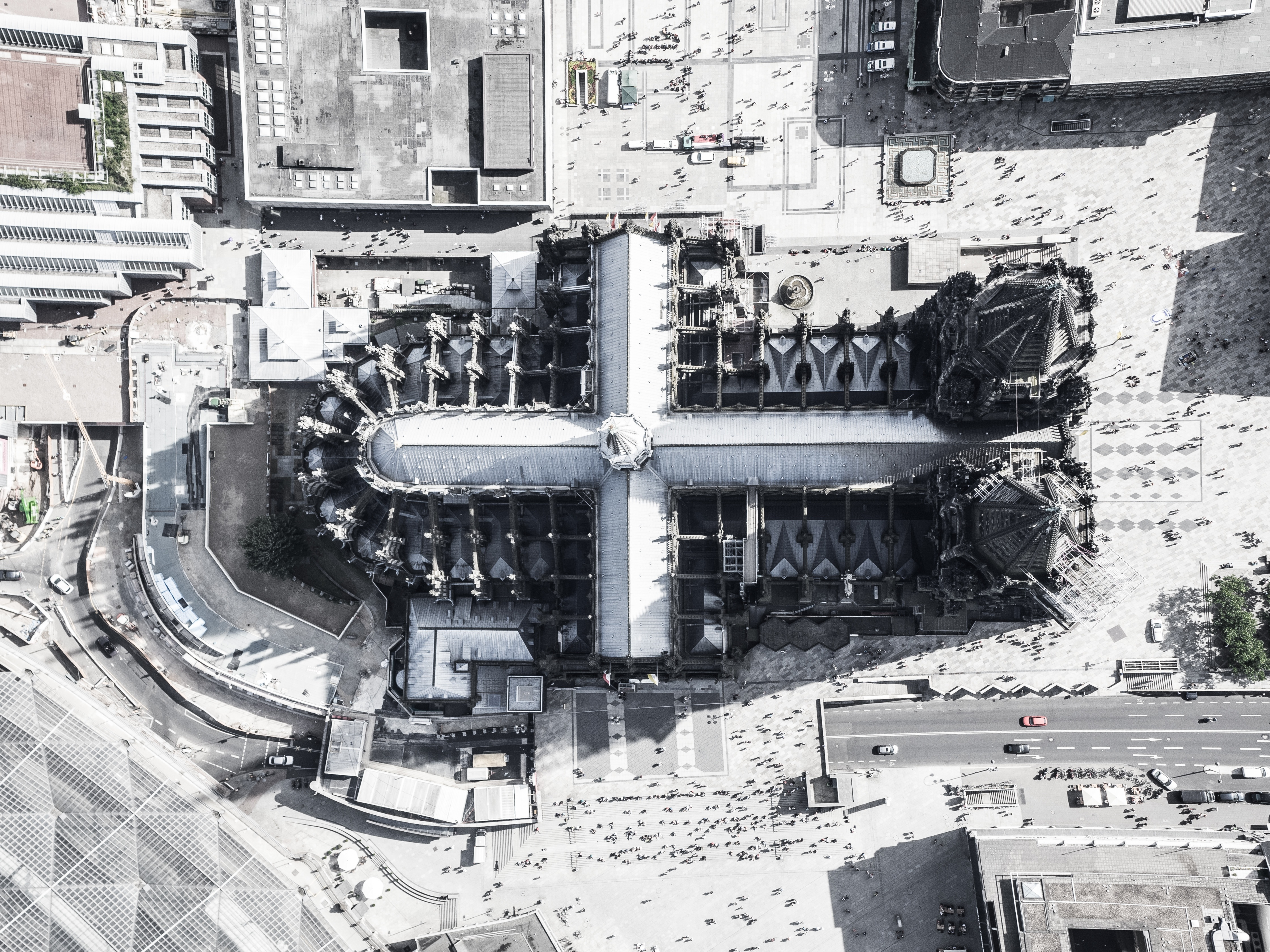
Вид сверху

- Масса фундамента (подземной части) приблизительно равна массе здания.
- Стёкла в витраже с северной стороны собора сделаны по принципу линзы. Благодаря этому находящимся внутри кажется, что этот витраж светится. По факту так оно и есть: за счёт линзы дневной свет собирается в более концентрированный пучок.[прояснить]

## Письменное упоминание о закладке собора
В Кёльнской королевской хронике приводятся сведения о закладке нового собора в 1248 году:

Архиепископ Конрад созвал церковных прелатов, дворян земли и своих министериалов и, в то время как огромная толпа народа внимала увещеваниям проповедников после завершения праздничной мессы в день Вознесения блаженной Девы Марии, он заложил первый камень, а затем, на основании полномочий господина Папы и своих собственных, а также властью легата и всех викарных епископов кёльнской церкви объявил верующим неслыханное до сих пор отпущение грехов тем, кто внесёт или пришлёт свой вклад в строительство церкви. Именно с этого времени с большими затратами начинается возведение новой церкви Св. Петра, — Кёльнского собора, невероятной высоты и длины.

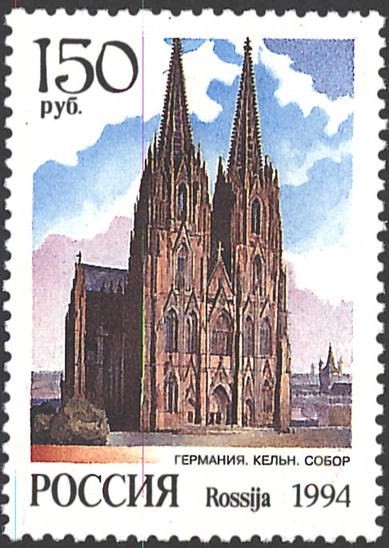
Почтовая марка России

## Легенды Кёльнского собора
- Архитектор собора Герхард, будучи не в силах выполнить чертежи будущего собора, решил пригласить на помощь дьявола. Сатана тут же явился и предложил обмен: архитектор получает долгожданные чертежи, но взамен отдаёт свою душу. Сделку нужно было совершить после первых криков петухов. Архитектор был в безвыходном положении и согласился. Но разговор подслушала жена архитектора и решила уберечь душу своего мужа и заполучить чертежи здания. Она встала рано утром и прокукарекала вместо петуха. Дьявол немедленно явился, передав заветные чертежи. Обман затем вскрылся, но было уже поздно.

Литературная обработка одного из вариантов легенды — стихотворение Платона Кускова «Кёльнский собор» (1863).
- Существует продолжение первой легенды: когда дьявол узнал об обмане, он сказал: «Да наступит конец света с последним камнем на этом соборе!» С тех пор собор не перестают строить и достраивать. По другой версии, дьявол поклялся, что когда собор будет достроен, конец придёт не всему миру, а только Кёльну.
- Во время Второй мировой войны, когда бомбардировками союзников был уничтожен практически весь Кёльн, чудесным образом не пострадал только Кёльнский собор. По негласному сговору лётчиков, собор сохраняли как важный географический ориентир.